# Adam Fedorowicz-Jackowski
Adam Leon Fedorowicz-Jackowski (czasem Adam Fedorowicz, ur. 20 lutego 1890 w Żerebkach Szlacheckich, zm. 23 grudnia 1946 w Ghazir) – polski urzędnik w okresie II Rzeczypospolitej.

## Życiorys
Był synem Leona i Heleny z d. Sochanik.
W 1908 ukończył I Gimnazjum w Tarnopolu,, w latach 1908–1913 studiował prawo na Uniwersytecie we Lwowie. Od 31 maja 1913 był praktykantem konceptowym Namiestnictwa we Lwowie, 10 września 1913 został przydzielony do starostwa powiatowego w Borszczowie. Po wybuchu I wojny światowej został zmobilizowany do Armii Austro-Węgier, od 1 sierpnia 1914 do 7 lutego 1915 uczęszczał do szkoły oficerów rezerwy, następnie służył m.in. jako działonowy i dowódca plutonu. W 1917 został zwolniony z wojska, powrócił do starostwa w Borszczowie
W listopadzie 1925 Minister Spraw Wewnętrznych zamianował Adama Fedorowicza-Jackowskiego, urzędnika VII. st. sł. w starostwie powiatowym w Borszczowie referendarzem VII. stopniu sł., od listopada 1926 do lipca 1927 był kierownikiem starostwa. W lipcu 1927 Minister Spraw Wewnętrznych zamianował go starostą powiatowym czortkowskim, na tym stanowisku pracował do 1930. Latem 1930 Minister Spraw Wewnętrznych zamianował starostę powiatowego w VI st. sł. Adama Fedorowicza-Jackowskiego starostą powiatowym w Buczaczu, na tym stanowisku pracował do września 1939. 
Po wkroczeniu Sowietów do Polski przedostał się 18 września 1939 r. do Rumunii, a stamtąd do Libanu.  Tam był kierownikiem ośrodka dla uchodźców przybywających z Iranu w Ghazir.
Odznaczony Złotym Krzyżem Zasługi w 1929 i po raz drugi w 1939. Na początku 1937 otrzymał honorowe obywatelstwo gminy Zubrzec. Szereg gmin zbiorowych w powiecie buczackim (Barysz, Koropiec, Monasterzyska, Podzameczek, Trybuchowce) w 1937 nadały mu honorowe obywatelstwo. Mąż Heleny, ojciec Julii i Felicji.